# 自由执行党
自由执行党是蒙古国的一个政党。

## 简介
该党成立于2006年10月9日。主席为Ш.特木尔苏和。在2012年国家大呼拉尔选举中，共有11个政党和2个政党联盟参选。最终有3个政党和1个政党联盟获得国家大呼拉尔席位。该党也是参选的政党之一，但未获得席位。